# Umlaufzeit
Die Umlaufzeit oder Revolutionsperiode ist in der Astronomie die Zeit, in der ein Himmelskörper auf seiner Umlaufbahn eine vollständige Umrundung zu einem Bezugspunkt vollführt (seinen Orbit einmal durchlaufen hat), also die Dauer einer Revolution.

## Grundlagen
Hierbei ist zu beachten, dass es verschiedene Bezugspunkte geben kann, zu denen die vollständige Umrundung von 360° gemessen wird: So kann z. B. die Umlaufzeit des Mondes mit oder ohne Einrechnung der gleichzeitigen Bewegung der Erde um die Sonne angegeben werden.
Die astronomischen Koordinatensysteme liegen im Allgemeinen nicht gegeneinander ortsfest im Raum. Daher wird die Umlaufzeit gegen ein möglichst statisches Bezugssystem angegeben:
- Entweder dient dafür der Sternhimmel, eine solche Umlaufzeit wird siderische Periode (relativ zu den Sternen) genannt.
- Oder die Umlaufzeit wird in der Bahnebene in Bezug auf das Perizentrum (den mittelpunktsnähesten Punkt der Bahnellipse) gemessen, das ist die anomalistische Periode, die Bahnperiode, wie sie sich aus dem dritten Keplergesetz ergibt.
- Speziell bei der Erde ist die tropische Periode entscheidend, sie berücksichtigt die Drift des Frühlingspunktes, der der Basisbezugspunkt für alle geozentrischen Koordinatensysteme ist
- Für Langzeitberechnungen von Galaxien ist deren Mittelpunkt ausschlaggebend, so für die Milchstraße das galaktische Zentrum (galaktisches Koordinatensystem).

Der Bezug kann aber auch die (scheinbare) Sonnenposition sein (synodische Periode), der Knoten einzelner Planetenbahnen (drakonitische Periode), der Schwerpunkt des gesamten Sonnensystems, seines Gesamtmassenzentrums (baryzentrische Periode) oder der „Rest des Universums“ (siehe Inertialsystem) sein.

## Tabelle: Umlaufzeiten im Sonnensystem

Log-Log-Diagramm, das die Beziehung zwischen große Halbachse und Umlaufzeit zeigt.

Im Spezialfall des Umlaufs der Erde um die Sonne beträgt die Länge der Revolutionsperiode ein Jahr. Weiter innen laufende Planeten (bzw. sonstige Flugkörper) haben kürzere Umlaufzeiten, weiter außen laufende haben längere Umlaufzeiten. Der Begriff „Jahr“ kann verallgemeinert werden, beispielsweise ein „Marsjahr“, ein „Venusjahr“ etc.
Das dritte Keplersche Gesetz gibt ein Proportionsverhältnis für die Umlaufzeiten zweier Planeten an:
Die Quadrate der Umlaufzeiten stehen im gleichen Verhältnis wie die Kuben (dritten Potenzen) der großen Halbachsen.
In Verbindung mit dem newtonschen Gravitationsgesetz kann die folgende Formel zur Berechnung der Umlaufzeit hergeleitet werden:
{\displaystyle U={\sqrt {\frac {4\pi ^{2}a^{3}}{G\left(M_{1}+M_{2}\right)}}}}
mit
- U die Umlaufzeit,
- a die große Halbachse,
- G die Gravitationskonstante,
- M1 und M2 die Massen des Zentralkörpers und des Satelliten.

Nachfolgende Tabelle enthält die Zeiten für die synodischen, siderischen bzw. anomalistischen Umlaufperioden der Planeten des Sonnensystems, eines Körpers im Asteroidengürtel und von Transneptunischen Objekten sowie des Erdmondes, Satelliten und der Sonne  (angegeben in Tagen und Kalenderjahren):
- Außer beim Erdmond ist die Differenz zwischen anomalistischer Bahnperiode und siderischer Umlaufzeit in dieser Genauigkeit vernachlässigbar, weil die Perizentren der Planeten und Planetoiden sich im Vergleich zur Umlaufdauer nur minimal verschieben (Perizentrumsdrehung).
- Im Unterschied zum Mond sind die synodischen Umlaufzeiten bei Merkur, Venus deutlich länger, ab Mars und den äußeren Planeten (der Ausdruck „innen/außen“ bezieht sich auf den Asteroidengürtel, nicht die Erde) hingegen wieder zunehmend kürzer. Die genaue Erklärung dafür siehe im Abschnitt Planeten des Artikels Synodische Umlaufzeit.

| Objekt      | Siderische anomalistische Umlaufzeit „in Bezug zu den Fixsternen / der Bahngeometrie“ | Synodische Umlaufzeit „in Bezug zu Erde und Sonne“ |
| ----------- | ------------------------------------------------------------------------------------- | -------------------------------------------------- |
| ISS         | 00001,51 Stunden I1                                                                   | 0001,53 Stunden I2                                 |
| Geosynchron | 00023,93 Stunden G1                                                                   | 0024,00 Stunden                                    |
| Mond M1     | 000027,322 Tage / 000027,554 Tage M2                                                  | 0029,53 Tage                                       |
| Merkur      | 000087,969 Tage                                                                       | 0115,88 Tage                                       |
| Venus       | 000224,701 Tage                                                                       | 0583,92 Tage                                       |
| Erde E1     | 000365,256 Tage                                                                       | 000–                                               |
| Mars        | 000686,980 Tage                                                                       | 0779,94 Tage                                       |
| Ceres       | 000004,605 Jahre                                                                      | 0466,72 Tage                                       |
| Jupiter     | 000≈11,862 Jahre                                                                      | 0398,88 Tage                                       |
| Saturn      | 000≈29,458 Jahre                                                                      | 0378,09 Tage                                       |
| Uranus      | 000≈84,014 Jahre                                                                      | 0369,66 Tage                                       |
| Neptun      | 00≈164,793 Jahre                                                                      | 0367,49 Tage                                       |
| Pluto       | 00≈247,940 Jahre NP                                                                   | 0366,73 Tage                                       |
| Orcus       | 00≈247,970 Jahre NP                                                                   | 000–                                               |
| Varuna      | 00≈283,560 Jahre NP                                                                   | 000–                                               |
| Haumea      | 00≈284,610 Jahre NP                                                                   | 000–                                               |
| Quaoar      | 00≈285,090 Jahre NP                                                                   | 0366,54 Tage                                       |
| Makemake    | 00≈309,410 Jahre NP                                                                   | 000–                                               |
| Eris        | 0≈557,400 Jahre NP                                                                    | 000–                                               |
| Sedna       | ≈10704,000 Jahre NP                                                                   | 0365,29 Tage                                       |
| Sonne S     | 0≈230 Mio. Jahre                                                                      | 000–                                               |

## Umrechnung synodisch – siderisch

Siderische Periode (1 nach 2) und Synodische Periode (1 nach 3).

{\displaystyle T_{\mathrm {E} }} = siderische Umlaufzeit der Erde
Äußere Planeten:
{\displaystyle T_{\mathrm {sid} }={\frac {T_{\mathrm {E} }}{T_{\mathrm {syn} }-T_{\mathrm {E} }}}\cdot T_{\mathrm {syn} }}
Innere Planeten:
{\displaystyle T_{\mathrm {sid} }={\frac {T_{\mathrm {E} }}{T_{\mathrm {syn} }+T_{\mathrm {E} }}}\cdot T_{\mathrm {syn} }}

## Tabelle: Umlaufzeiten Sonne, Mond, Erde und abgeleitete Zeitgrößen
Eine Tabelle über die mittleren Daten, Standardepoche J2000.0, und die abgeleiteten Größen der Kalenderrechnung.
Zu beachten ist, dass die „Umlaufzeit der Sonne“ die von der Erde aus beobachtete scheinbare Sonnenbahn ist. Sie entsteht nicht durch einen Umlauf, sondern die Erdrotation.
| Tag               | Monat                 | Jahr                    |
| ----------------- | --------------------- | ----------------------- |
| Siderischer Tag   | Siderischer Monat (1) | Siderisches Jahr        |
| 86164,099 s       | 27,32166 d            | 365,256366 d            |
| 23 h 56 m 4,099 s | 27 d 7 h 43 m 11,5 s  | 365 d 6 h 9 m 9 s       |
| Sterntag (2)      | Tropischer Monat      | Tropisches Jahr         |
| 86164,091 s       | 27,32158 d            | 365,242199 d            |
| 23 h 56 m 4,091 s | 27 d 7 h 43 m 4,7 s   | 365 d 5 h 48 m 46 s     |
| Sonnentag (3)     | Synodischer Monat (5) | Sonnenjahr (3)          |
| 86400 s (4)       | 29,53059 d            | 365,242199 d (6)        |
| 24 h (4)          | 29 d 12 h 44 m 2,9 s  | 365 d 5 h 48 m 46 s (6) |
| Kalendertag       | Kalendermonat         | Kalenderjahr (8)        |
| 1 d = 86400 s (7) | 30 d / 31 d           | 365,2425 d              |
| 24 h (7)          |                       | 365 d 5 h 49 m 12 s     |